# Semiothisa papuensis
Semiothisa papuensis är en fjärilsart som beskrevs av W. Warren 1906. Semiothisa papuensis ingår i släktet Semiothisa och familjen mätare. Inga underarter finns listade i Catalogue of Life.